# Basilique San Maurizio d'Imperia
Cette  basilique n’est pas la seule basilique Saint-Maurice.
La basilique San Maurizio (en italien, Collegiata ou Basilica di San Maurizio) à Imperia, en Ligurie, est une grandiose église néoclassique qui fut édifiée, sur un projet de l'architecte Gaetano Cantoni, à la fin du XVIIIe et du début du XIXe siècle.

## Historique
Les travaux de construction de la basilique San Maurizio commencèrent en 1781 et furent achevés en 1838.

## Description
La basilique San Maurizio est la plus grande église de toute la Ligurie : ses dimensions extérieures sont de 70 mètres sur 42 mètres (82 mètres si l'on tient compte du perron frontal). Sa superficie totale est d'environ 3 000 m2. Les campaniles s'élèvent à 36 mètres de hauteur et le sommet de la lanterne de la coupole principale se trouve à environ 48 mètres. Les dimensions internes sont de 69 mètres sur 35 mètres. La coupole principale est haute de 33 mètres, la coupole secondaire de 23 mètres.
Elle est le siège de la paroisse San Maurizio.